# Bezirk Stadt St. Gallen
Der Bezirk Stadt St. Gallen war seit der Gründung des Kantons St. Gallen im Jahr 1803 bis 1918 eine Verwaltungseinheit des Kantons St. Gallen in der Schweiz.
Zwischen 1803 und 1831 waren die Bezirke des Kantons in Kreise eingeteilt. Der Bezirk Stadt St. Gallen kannte als einziger Bezirk keine Kreise. Der Bezirk Stadt St. Gallen bestand lediglich aus der Stadt St. Gallen ohne die später im Rahmen der Stadtverschmelzung 1918 eingemeindeten Gemeinden Straubenzell und Tablat.
Mit der Stadtverschmelzung am 30. Juni 1918 kamen die Gemeinden Tablat und Straubenzell (Bezirk Gossau) zur Stadt St. Gallen und der Bezirk Tablat wurde in den neuen Bezirk St. Gallen integriert.